# Зекір Імері (стадіон)
Стадіон «Зекір Імері» (алб. Stadiumi Zeqir Ymeri) — футбольний стадіон у місті Кукес, Албанія, місткістю 5 000 місць. Є домашньою ареною футбольного клубу «Кукесі», що грає в албанській Суперлізі.

## Історія

### Будівництво
Будівництво нового міського стадіону розпочалося 23 червня 2012 року. Президент футбольного клубу Стафет Гіжчі пообіцяв, що у день відкриття Суперліги (26 серпня) стадіон буде готовим. І справді стадіон був збудований у рекордні терміни — 2 місяці. Вартість будівництва нової арени склала майже 80 мільйонів леків.
Проект було проведено фірмою FATJONI під керівництвом інженера Владимира Сефа. Трибуни стадіону мають усі необхідні атрибути для комфортного перегляду, які потребує УЄФА. На жаль, стадіон був дискваліфікований для ігор у єврокубках через деякі інциденти на трибунах під час сезону 2012/13 та тимчасово не міг приймати матчі Ліги Європи.
Внутрішні приміщення під трибунами є дуже багатофункціональними. На першому поверсі знаходяться роздягальні для обох команд, душові, медпункт та кабінет для перевірки на допінг .